# Arsenaria
Arsenaria est un site archéologique datant de l’Antiquité, localisé à Sidi Bouras, à proximité de Guelta, dans la commune d’El Marsa, wilaya de Chlef, en Algérie,.C'est une ville portuaire fondée par les commerçants puniques et qui prospéra au temps des romains .

## Étymologie
La ville tire son nom du mot punique Arzin qui veut dire arbre gommifère ou résineux.